# Abura-sumashi
Um abura-sumashi (油すまし, aburasumashi) é um yokai japonês do folclore da cidade de Amakusa do distrito de Kumamoto. O termo abura (em japonês, 油) significa "óleo", enquanto sumashi significa "o ato de apertar, torcer ou espremer". Acredita-se que este espírito, que surpreende as pessoas em uma determinada passagem montanhosa, seja um fantasma de um homem que durante a vida roubava óleo. Nos dias antes de electricidade, o óleo era uma mercadoria muito valiosa, necessária para a iluminação e aquecimento de uma casa. Como tal, o roubo de óleo, particularmente a partir de templos e santuários, poderia levar à punição através reencarnação como um yokai.